# Голицыны (деревня)
Голицыны — деревня в Оричевском районе Кировской области в составе Спас-Талицкого сельского поселения.

## География
Находится у северо-восточной окраины районного центра поселка Оричи.

## История
Известна с 1678 года как починок Мишки Шишкина с 5 дворами, в 1764 году в починке было 105 жителей. В 1873 учтено дворов 36 и жителей 185, в 1905 7 и 52, в 1926 10 и 49, в 1950 19 и 65. В 1989 проживало 13 жителей.

## Население
Постоянное население  составляло 9 человек (русские 89%) в 2002 году, 11 в 2010.